# Cuboargirite
La cuboargirite è un minerale.

## Etimologia
Il nome è in riferimento al sistema cristallino in cui si presenta, quello cubico, e alla miargirite con cui è in relazione polimorfica